# تایر
تایر  (به انگلیسی: Tyre,Tire) یا لاستیک خودرو یا رویی ساختار رویی چرخ‌های امروزی و بخشی از سازوکار میرایش یا تعلیق یک خودرو یا وسیلهٔ نقلیهٔ دیگر است که مانند نواری بر دور چرخ جا انداخته می‌شود. تایرها برای لرزش‌گیری و کارکرد بهتر در هنگام گذر از ناهمواری‌ها و دست‌اندازها ساخته و بهینه‌سازی شده‌اند.
تایر، یک ساختار لاستیکی است که بر روی چرخ‌های ارابه یا هر وسیلهٔ نقلیه سوار می‌شود، به گونه‌ای که با رویهٔ زمین همواره در تماس است و با کاستن از لرزش‌های ناشی از ناهمواری‌های جاده و انتقال بار وارده، چرخش چرخ و جابه‌جایی وسیلهٔ نقلیه را آسان می‌کند.
بیشتر تایرها با هوا پر می‌شوند و از لاستیک یا پلاستیک‌های فرآوری‌شده، که رفتاری کشسان دارند، ساخته می‌شوند. تار و پود درون تایرها از سیم یا نخ ساخته شده است.

## ریشه‌یابی واژه

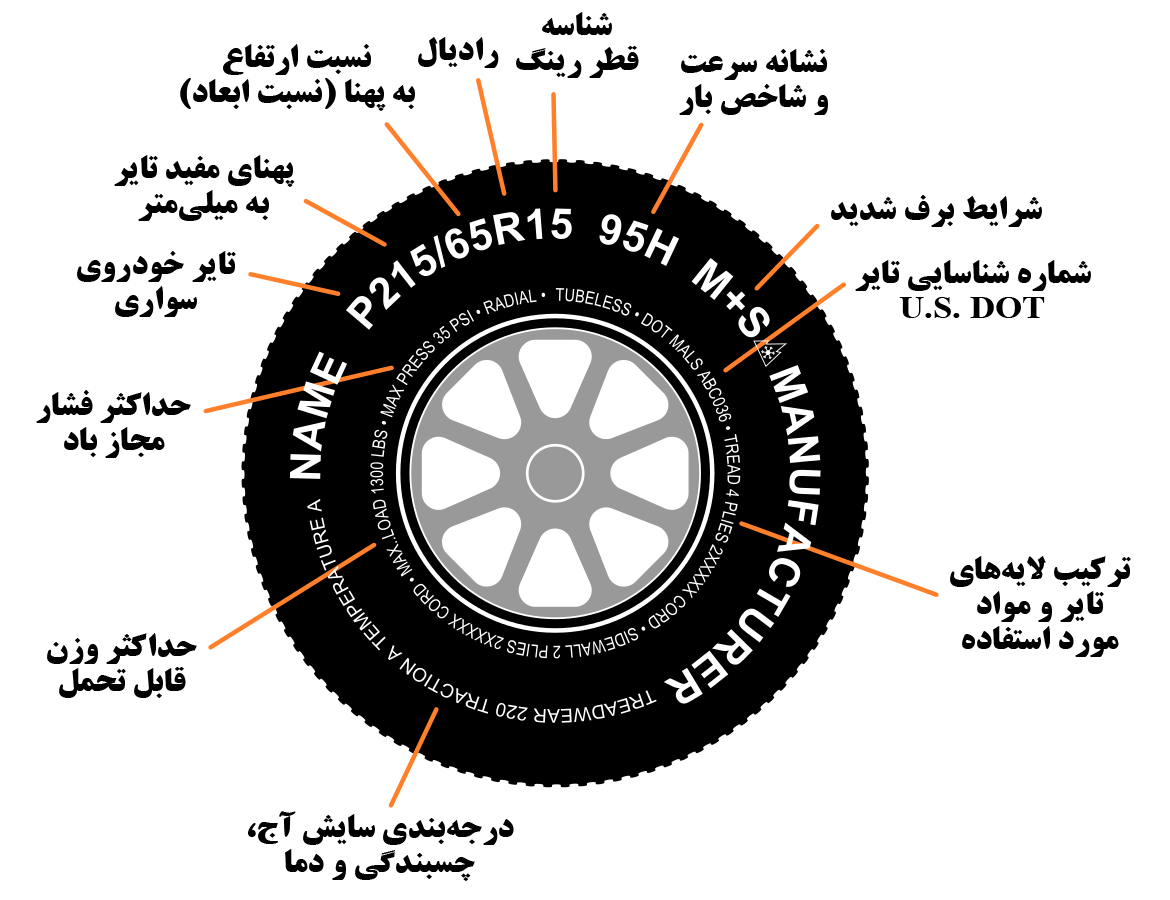
معنی نوشته‌های روی تایر

تایر، از واژهٔ فرانسوی “tirer” به معنای کشیدن، ریشه گرفته است. این نام‌گذاری از آن‌رو است که در گذشته تایر به تسمه‌های آهنی و سیم‌های کلفتی گفته می‌شد که به دور چرخ‌های کالسکه کشیده می‌شدند. در آهنگری به شیوهٔ فرانسوی، واژهٔ تایر یا کشیدن برای ساخت میلهٔ آهنی به کار می‌رفته است. همچنین این واژه به فرایند ساخت سایر فلزها و نورد نیز گفته می‌شده است. نخستین باری که نام تایر در زبان انگلیسی آورده شد به سال ۱۳۳۲ برمی‌گردد که در آن زمان، در مجلهٔ لندن، جستاری با نام «کاربرد چرخ‌های پهن» چاپ شد. در این مقاله روش رایج بهینه‌سازی چرخ، خم کردن دو میله (که به آن‌ها تایر گفته می‌شود) معرفی شده بود، که با آن میله‌ها تسمه ساخته می‌شد و سپس آن‌ها را به چرخ پیوند می‌زدند؛ ولی همچنین در این مقاله اشاره شده بود که بهتر است به جای میله‌ها، از نوارهای آهنی که به آن‌ها «چرخ پهن» گفته می‌شود استفاده شود؛ زیرا میله‌ها کم‌کم دچار خوردگی چرخ می‌شوند. به عنوان نمونهٔ دیگر از استفاده از واژهٔ تایر در زبان انگلیسی، می‌توان به شمارهٔ ۱۵ مجلهٔ اسکاتس که به قلم جیمز بوسول در سال ۱۷۵۳ نوشته شد اشاره کرد.
یکی دیگر از ریشه‌های کلمهٔ تایر در واژه‌نامه برخطّ ریشه‌یابی آورده شده و این واژه خلاصه شدهٔ واژهٔ “attire” است که معنی واژگانی آن رخت و لباس است. به دیگر سخن، چرخی که تایر دارد، چرخ پوشیده (رخت پوشیده) است. این دیدگاه را ممکن است برخی دیگر از ریشه‌یاب‌ها نیز به آن اشاره کرده باشند. 

در دههٔ ۱۸۴۰ یعنی زمانی که انگلیسی‌ها دست به کار آهن چکش‌خوار برای چرخ ارابه‌های ریلی شدند، هجی کردن تایر به صورت (tyre) به کم‌کم دیده‌شد. گرچه، ناشران سنتی همچنان به نوشتن تایر به صورت tire ادامه دادند. روزنامهٔ تایمز در انگلستان تا سال ۱۹۰۵ تایر را tire هجی می‌کرد. هرچند، در انگلستان در قرن ۱۹، هجی کردن به صورت tyre برای تایرهای بادی رواج یافت. در چاپ ۱۹۱۱ دانشنامهٔ بریتانیکا آمده است، «امروزه بالاترین مقام‌های انگلیس، هجی‌کردن تایر به صورت ‘tyre’ را پذیرفته‌اند، ولی در آمریکا این شیوهٔ هجی کردن ناشناخته است.» در فواید انگلیسی مدرن فالر در سال ۱۹۲۶ گفته‌شده «از نظر ریشه‌یابی واژهٔ تایر، هیچ اشکالی در هجی کردن آن به صورت tyre وجود ندارد، هرچند دلیلی برای کاربرد این هجی نو نیست.» در طول سده بیستم tyre به عنوان فرم استاندارد هجی کردن تایر در زبان انگلیسی برتانیایی برگزیده شد. 

## تاریخچه
تایرهای اولیه از جنس فولاد بودند. تایرهای فلزیِ گاری را گرم می‌کردند تا منبسط شوند و سپس آن‌ها را بر روی چرخ‌های چوبیِ گاری سوار می‌کردند. هنگامی‌که چرخ در آب فرومی‌رفت، انقباض فلز بر روی چرخ باعت می‌شد تا آن دو به یک‌دیگر پیوند خورده و سفت شوند. در دوچرخه‌ها و سه‌چرخه‌ها، تایرهای لاستیکیِ توپُر به کار می‌رفت تا اینکه رابرت تامسون اسکاتلندی در سال ۱۸۴۵ میلادی تایر بادی را اختراع کرد و هموطنش جان بوید دانلوپ در سال ۱۸۸۸ آن را بهبود بخشید.

## کاربردها
لاستیک‌ها یا تویی‌ها می‌توانند بر اساس اندازه، ساختار درونی (نخی یا سیمی) و کاربردشان به دسته‌های گوناگونی تقسیم گردند.

### خودرو

#### سبک - متوسط
لاستیک‌های سبک برای خودروهای مسافری، بارهایی را در بازه ۵۵۰ تا ۱۱۰۰ پوند (۲۵۰ تا ۵۰۰ کیلوگرم) روی چرخ محرک حمل می‌کنند. کامیون‌ها و بارکش‌های سبک و میانه بارهایی را در بازه ۱۱۰۰ تا ۳٬۳۰۰ پوند (۵۰۰ تا ۱۵۰۰ کیلوگرم) روی چرخ محرک حمل می‌کنند. آنها با درجه‌بندی سرعت برای خودروهای گوناگون مانند (شروع از پایین‌ترین سرعت تا بالاترین) دسته‌بندی می‌شوند: لاستیک‌های زمستانی، لاستیک‌های کامیون سبک، لاستیک‌های رده‌پایین خودرو، سدان‌ها و وانت‌ها، سدان‌های ورزشی و خودروهای با کارایی بالا. [۲۲] جدا از لاستیک جاده، دسته‌های ویژه‌ای وجود دارد:
- لاستیک‌های برفی برای راندن در برف و یخ ساخته شده‌اند که دارای آج‌های ویژه‌ای هستند که شکاف بیشتری نسبت به تایرهای تابستانی دارد و باعث افزایش کشش برف و یخ می‌شود. این دسته لاستیک‌هایی که از یک آزمون ویژه کارکرد کشش زمستانی گذر کرده‌اند، مجاز به نشان "Three-Peak Mountain Snow Flake" در فاق‌های خود هستند. لاستیک‌های سازگار با آب‌وهوای زمستانی برای رانندگی در دمای زیر ۷ درجه سانتیگراد (۴۵ درجه فارنهایت) بهینه شده‌اند. برخی از لاستیک‌های برفی گل میخ‌های فلزی یا سرامیکی دارند که از لاستیک بیرون می‌زنند تا باعث افزایش کشش روی برف یا یخ‌های سخت شوند. گل میخ‌ها سنگ‌فرش خشک را ساییده، گردوغبار بلند می‌کند و مسیر چرخ دچار سایش می‌شوند. آیین‌نامه‌هایی که نیاز به‌کارگیری لاستیک برفی دارند یا اجازه استفاده از گل میخ را دارند، در کشورهای آسیا و اروپا و ایالت یا استان در آمریکای شمالی گوناگون اند.
- تایرهای چهارموسم یا چهارفصل معمولاً دارای گل و برف هستند (M + S). این لاستیک‌ها دارای شکاف آج هستند که از لاستیک‌های برفی کوچک‌تر و از لاستیک‌های معمولی بزرگ‌تر هستند. در جاده‌های صاف از لاستیک‌های برفی کم‌صدا ترند، اما در برف و یخ توانایی کمتری داشته و بیشتر لیز می‌خورند.
- لاستیک‌های چهارفصل به گونه ای طراحی شده‌اند که دارای کشش مناسب در جاده‌ها هستند، اما دارای ویژگی‌های خوش‌صدا و گیرایی برای رانندگی در بزرگراه هستند. این نوع لاستیک‌ها در برف و باران از لاستیک‌های خیابانی بهتر هستند و در یخ، سنگ و شن و ماسه "خوب" درجه‌بندی می‌شوند.
- لاستیک‌های لجن‌زار دارای آج ژرف‌تر و بازتری برای چسبندگی خوب در گل و لای هستند نسبت به لاستیک‌های چهارفصل، اما کارکرد کمتری در روسازی دارند.
- لاستیک‌های با کارایی بالا با سرعت بیشینهٔ ۲۷۰ کیلومتر بر ساعت و لاستیک‌های با کارکرد بالا با سرعت تا ۲۹۹ کیلومتر بر ساعت درجه‌بندی می‌شوند، اما دارای ویژگی‌های سواری سخت‌تر و پایدارتر هستند.

انواع دیگر لاستیک‌های سبک خودرو شامل لاستیک‌های رانت تخت و لاستیک خودروهای مسابقه ای هستند:
- لاستیک‌های تخت دوخته شده نیاز به تایر اضافی را برطرف می‌کنند، زیرا در زمان سوراخ شدن می‌توان با سرعت کم رانندگی کرد و از فاق سفت استفاده کرد تا از آسیب رسیدن به لبه تایر پیشگیری کند. خودروهای بدون لاستیک راننده تخت برای جایگزینی لاستیک آسیب دیده به یک تایر اضافی که ممکن است یک تایر جمع و جور باشد متکی هستند.
- لاستیک خودروهای مسابقه ای در سه دسته اصلی DOT (قانونی از خیابان)، نرم و بارانی ساخته می‌شوند. لاستیک خودروهای مسابقه‌ای برای بیشترین گیرش در پیچ و شتاب و به ازای عمر طولانی طراحی شده است. اسلایس‌های مسابقه‌ای برای بیشتر کردن برخورد با روسازی روکش ندارند و لاستیک‌های بارانی شیارهایی برای بیرون انداختن آب دارند تا از خیس‌شدن پیشگیری شود.

#### سنگین
لاستیک‌های سنگین برای بارکش‌ها و کشنده‌های بزرگ و اتوبوس‌ها دارای گونه‌های مختلف هستند و بارهایی را در بازه ۱۸۰۰ تا ۲۵۰۰ کیلوگرم بر روی چرخ محرک حمل می‌کنند. اینها به روش دوتایی بر روی محور محرک نصب می‌شوند.
- لاستیک‌های کامیون دارای گونه‌های مختلفی هستند که شامل «کم‌رخ» با فاق ۷۰ تا ۴۵٪، «پایه گسترده» برای خودروهای سنگین و تایر «فرا تک» می‌باشد.
- لاستیک‌های بیراهه‌رو یا آفرود در خودروهای ساختمانی، دستگاه‌های کشاورزی و جنگلداری و سایر کاربردهایی که در زمین‌های نرم انجام می‌گیرد به کار می‌روند. این دسته همچنین دستگاه‌هایی را که روی زمین‌های سخت‌شده در سایت‌های صنعتی، بندرها و فرودگاه‌ها کار می‌کنند، در بر می‌گیرد. لاستیک‌های طراحی شده برای زمین‌های نرم دارای آج بلند و گسترده‌ای برای افزایش کشش در خاک سست، گل، شن و ماسه هستند.

### سایر موارد
هواپیما، دوچرخه و دستگاه‌های با کاربرد صنعتی شیوه‌نامه‌های ویژه‌ای در طراحی دارند.
- لاستیک‌های هواپیما برای فرود روی زمین آسفالت طراحی شده‌اند و برای میرایی شوک ناگهانی فرود با چرخ‌های آن‌ها سازگارند. برای بهره‌وری در وزن و فضای مورد نیاز، آن‌ها به‌طور میانگین نسبت به وسیله‌ای که پشتیبانی می‌کنند کوچک هستند. بیشتر آن‌ها از نوع شعاعی هستند. برای یک بار پیک در هنگام ثابت بودن هواپیما طراحی شده‌اند، اگرچه بارهای جانبی هنگام فرود یک فاکتور مهم است. اگرچه هیدروپلانینگ یکی از نگرانی‌های لاستیک‌های هواپیما است، اما آن‌ها معمولاً دارای شیارهای شعاعی هستند و هیچ شیار جانبی یا جرعه‌ای ندارند. برخی از هواپیماهای سبک برای فرود روی سطوح غیر آماده در مناطق بیابانی از لاستیک‌های بزرگ تاندرا با فشار کم استفاده می‌کنند.
- لاستیک‌های دوچرخه ممکن است برای سوار شدن در جاده‌ها یا زمین‌های بهبود نیافته طراحی شده باشند و ممکن است روی وسایل نقلیه با بیش از دو چرخ سوار شوند. سه نوع اصلی وجود دارد: کلینکر، سیمی و لوله ای. بیشتر لاستیک‌های دوچرخه از نوع کلینچر و دارای مهره‌ای هستند که به لبهٔ چرخ فشار می‌آورند. یک لولهٔ داخلی فشار هوا و فشار تماس بین مهره و لبهٔ چرخ را فراهم می‌کند.
- لاستیک‌های صنعتی از وسایل نقلیه‌ای مانند لیفتراک، تراکتور، بیل مکانیکی، غلتک جاده و لودر پشتیبانی می‌کنند. آن‌ها که روی سطوح صاف استفاده می‌شوند دارای آج صاف هستند، در حالی که مواردی که روی سطوح نرم استفاده می‌شوند معمولاً دارای آج بزرگ هستند. برخی از لاستیک‌های صنعتی جامد یا پر از کف هستند.
- لاستیک‌های موتورسیکلت چسبندگی، پایداری در برابر سایش و ناهمواری‌های روسازی را میرا می‌کنند و به موتور اجازه می‌دهند تا به روش ضد فشار بچرخد. برخورد دو لاستیک با زمین بر ایمنی، ترمز، سوخت، سر و صدا و آسایش سوار تأثیر می‌گذارد.[نیازمند منبع]

## ساخت
ساخت لاستیک بادی برای بیشتر خودروها، بارکش‌ها و هواپیماها را انجام می‌شود، اما همچنین شامل برنامه‌های غیر خودرویی با کاربردهای کندرو، سبک یا راه‌آهن است که ممکن است لاستیک‌های غیر بادی باشد.

### خودرو
به دنبال اعلام گزارش‌ها مصرف‌کننده در سال ۱۹۶۸ مبنی بر برتری طراحی شعاعی، لاستیک‌های سیمی صعود غیرقابل تحمل در سهم بازار را آغاز کردند و در دهه ۱۹۸۰ به ۱۰۰٪ بازار آمریکای شمالی رسیدند. فن آوری تایر شعاعی اکنون برای همه لاستیک‌های اتومبیل طراحی استاندارد است، اما روش‌های دیگری نیز استفاده شده است.
برای ساخت تایر سیمی از تارهای لاستیکی بدنه استفاده می‌شود که از مهره‌ها و از طریق آج گسترش می‌یابد، به طوری که سیمها در زاویه کمابیش راست خط وسط آج، و در راستای یکدیگر قرار می‌گیرند، و همچنین تسمه‌های تثبیت کننده مستقیماً در زیر آج قرار می‌گیرند. تسمه‌ها ممکن است بند ناف یا استیل باشند. از برتری‌های این روش ساخت می‌توان به عمر آج بیشتر ، کنترل بهتر فرمان، دمش کمتر، بهبود مصرف سوخت و مقاومت در برابر غلتک اشاره کرد. از معایب لاستیک رادیال سواری سخت‌تر در سرعت‌های پایین در جاده‌های ناهموار و در زمینه آفرود، کاهش توانایی «خود تمیز کردن» و توانایی گرفتن کمتر در سرعت پایین است.
ساخت تایر سیمی یا بایاس از تارهای لاستیکی بدنه استفاده می‌کند که مورب از مهره ای به مهره امتداد می‌یابد، معمولاً در زاویه‌هایی در محدوده ۳۰ تا ۴۰ درجه، با چیدمان‌های پی در پی که در زاویه‌های مخالف قرار می‌گیرند، یک الگوی درهم ایجاد می‌کنند که آج به آن اعمال می‌شود. طراحی اجازه می‌دهد تا کل بدنه تایر به سادگی خم شود، و مزیت اصلی این روش ساخت، سواری نرم بر روی زمین ناهموار را فراهم می‌کند. این ویژگی بالشتک همچنین معایب عمده تایر بایاس را ایجاد می‌کند: افزایش مقاومت غلتکی و کنترل و چسبندگی کمتر در سرعت‌های بالاتر.
یک لاستیک بایاس تسمه ای با دو یا چند حالت بایاس شروع می‌شود که کمربندهای تثبیت کننده مستقیماً زیر آج به آن متصل می‌شوند. این ساختار سواری نرم تری را ایجاد می‌کند که شبیه تایر بایاس است، در حالی که مقاومت در برابر غلتک را کاهش می‌دهد زیرا تسمه‌ها سختی آج را افزایش می‌دهند. این طرح توسط آرمسترانگ معرفی شد، در حالی که گودیر آن را با لاستیک تجاری "Polyglas" که دارای لاشه پلی‌استر با کمربندهای فایبرگلاس بود، محبوب کرد. لاستیک "تسمه دار" دو قطعه اصلی پلی استر، ریون یا نایلون را مانند لاستیک‌های معمولی شروع می‌کند و سپس در بالای آن تسمه‌های محیطی در زوایای مختلف قرار می‌گیرند که عملکرد را در مقایسه با لاستیک‌های جانبی غیر تسمه بهبود می‌بخشند. کمربندها ممکن است از فایبرگلاس یا فولاد باشند.

### سایر موارد
لاستیک‌های بدون تیوب لاستیک‌های بادی هستند که نیازی به تیوب داخلی جداگانه ندارند.
لاستیک‌های نیمه پنوماتیک دارای یک مرکز توخالی هستند، اما تحت فشار نیستند. آن‌ها سبک‌وزن، کم‌هزینه، ضد پنچری هستند و بالشتک را ارائه می‌دهند. این لاستیک‌ها اغلب به صورت یک مجموعه کامل با چرخ و حتی یاتاقان‌های توپی یکپارچه ارائه می‌شوند. از آنها در ماشین چمن زنی، صندلی چرخدار و چرخ دستی استفاده می‌شود. آن‌ها همچنین می‌توانند ناهموار باشند، به‌طور معمول در کاربردهای صنعتی استفاده می‌شوند، و به گونه‌ای طراحی شده‌اند که لبهٔ آن‌ها در هنگام استفاده از بین نمی‌رود.
تایر بدون هوا تایر غیر پنوماتیک است که با فشار هوا پشتیبانی نمی‌شود. آنها معمولاً در وسایل نقلیه کوچک، مانند گاری‌های گلف، و در وسایل نقلیه کمکی در شرایطی که خطر سوراخ شدن زیاد است، مانند تجهیزات ساختمانی استفاده می‌شوند. بسیاری از لاستیک‌های مورد استفاده در مصارف صنعتی و تجاری غیر پنوماتیک بوده و از طریق لاستیک و ترکیبات پلاستیکی جامد از طریق عملیات قالب‌گیری تولید می‌شوند. لاستیک‌های جامد شامل مواردی است که برای ماشین‌های چمن زن، اسکیت بورد، گاری‌های گلف، اسکوترها و انواع مختلفی از وسایل نقلیه سبک صنعتی، گاری و تریلر استفاده می‌شود. یکی از رایج‌ترین کاربردهای لاستیک‌های جامد، استفاده از تجهیزات برای حمل و نقل مواد (لیفتراک) است. این نوع لاستیک‌ها با استفاده از پرس تایر هیدرولیک نصب می‌شوند.
برای جلوگیری از نیاز به تعویض کامل چرخ، برخی از چرخ‌های راه‌آهن و دیگر انواع قدیمی اجزا نورد دارای لاستیک‌های راه‌آهن هستند. این لاستیک که معمولاً از فولاد ساخته می‌شود، چرخ را احاطه کرده و در درجه اول به دلیل تداخل در جای خود قرار گرفته است.
لاستیک‌های هواپیما ممکن است در فشارهایی بیش از ۲۰۰ پوند بر اینچ مربع کار کنند (۱۴ بار؛ ۱۴۰۰ کیلو پاسکال). بعضی از لاستیک‌های هواپیما با نیتروژن باد می‌شوند تا «احتمال واکنش شیمیایی بین اکسیژن اتمسفر و گازهای فرار از لاستیک داخلی تایر را که باعث انفجار لاستیک می‌شود» از بین ببرند.

## ساخت
لاستیک پنوماتیک در حدود ۴۵۰ کارخانهٔ تولید تایر در سراسر جهان یافت می‌شود. تولید لاستیک با مواد اولیه انبوه مانند لاستیک (۶۰٪ -۷۰٪ مصنوعی)، دوده و مواد شیمیایی آغاز می‌شود و اجزای تخصصی متعددی را تولید و جمع می‌کند. انواع مختلفی از لاستیک استفاده می‌شود که متداول‌ترین آن‌ها کوپلیمر استایرن-بوتادین است. مقاله ساخت تایر، اجزای مونتاژ شده برای ساخت لاستیک، مواد مختلف مورد استفاده، فرآیندهای ساخت و ماشین آلات و مدل کلی تجارت را توصیف می‌کند.
در سال ۲۰۰۴، ۸۰ میلیارد دلار تایر در سراسر جهان فروخته شد، در سال ۲۰۱۰ ۱۴۰ میلیارد دلار بود (تقریباً رشد ۳۴ درصدی برای تورم) و انتظار می‌رود تا سال ۲۰۱۹ به ۲۵۸ میلیارد دلار در سال برسد. در سال ۲۰۱۵، ایالات متحده تقریباً ۱۷۰ میلیون تایر تولید کرد. سالانه بیش از ۲٫۵ میلیارد لاستیک تولید می‌شود که صنعت تایر را به یک مصرف‌کننده اصلی لاستیک طبیعی تبدیل می‌کند. تخمین زده می‌شود که تا سال ۲۰۱۹، ۳ میلیارد حلقه تایر سالانه در سطح جهان فروخته شود.
از سال ۲۰۱۱، سه شرکت برتر تولید تایر از نظر درآمد عبارتند از: بریجستون (تولید ۱۹۰ میلیون تایر)، میشلن (۱۸۴ میلیون)، گودیر (۱۸۱ میلیون). پس از آنها قاره و پیرلی دنبال شدند. گروه لگو در سال ۲۰۱۱ بیش از ۳۱۸ میلیون تایر اسباب بازی تولید کرد و توسط رکوردهای جهانی گینس به عنوان بالاترین تولید سالانه تایر توسط هر سازنده شناخته شد.

### اجزاء
لاستیک شامل چندین جز: است: آج، مهره، دیوار کناری، شانه و لایه.

#### آج
آج بخشی از تایر است که با سطح جاده تماس می‌گیرد. بخشی که در یک لحظه مشخص با جاده در تماس است، وصله تماس است. آج یک لاستیک ضخیم یا ترکیبی از لاستیک / کامپوزیت است که برای ایجاد سطح مناسب کشش تولید شده و خیلی زود از بین نمی‌رود.
الگوی آج با سیستم شیارهای محیطی، جرعه‌های جانبی و شیارهای مربوط به لاستیک‌های جاده یا سیستم شاخه‌ها و حفره‌های لاستیک برای زمین‌های نرم یا برف مشخص می‌شود. شیارها به صورت دورانی در اطراف تایر می‌چرخند و برای مجرای آب لازم است. قهقه‌ها بخشی از طراحی آج هستند که با سطح جاده تماس می‌گیرند. شیارها، جرعه‌ها و شیارها باعث می‌شود لاستیک‌ها آب را تخلیه کنند.
طراحی آج و تعامل انواع خاص تایرها با سطح راه، بر سر و صدای راه تأثیر می‌گذارد، منبع آلودگی صوتی ناشی از وسایل نقلیه در حال حرکت. این شدت صدا با سرعت بالاتر خودرو افزایش می‌یابد. آج لاستیک‌ها ممکن است فواصل مختلفی را بین شکافها (طول گام) داشته باشند تا سطح صدا در فرکانسهای گسسته را به حداقل برسانند. لوله‌ها شکافهایی هستند که بر روی لاستیک بریده می‌شوند، معمولاً عمود بر شیارها هستند، که به آب شیارها اجازه می‌دهد تا به پهلو فرار کنند و هیدروپلانسی را کاهش دهند.
طرح‌های مختلف آج به انواع شرایط رانندگی بستگی دارند. با افزایش نسبت سطح آج لاستیک به سطح شیار، اصطکاک تایر در روسازی خشک نیز افزایش می‌یابد، همان‌طور که در تایرهای فرمول یک دیده می‌شود، بعضی از آنها فاقد شیار هستند. لاستیک‌های با کارایی بالا اغلب دارای نواحی خالی کمتری هستند تا لاستیک بیشتری در تماس با جاده ایجاد کنند تا چسبندگی بیشتری داشته باشد، اما ممکن است با لاستیک نرم تری ترکیب شود که چسبندگی بهتری ایجاد کند، اما سریع می‌پوشد. لاستیک‌های گل و برف (M&S) شکاف‌های بزرگتر و عمیق‌تری را برای درگیر کردن گل و برف به کار می‌گیرند. لاستیک‌های برفی هنوز شکافهای بزرگتر و عمیق‌تری دارند که برف را جمع و جور می‌کنند و باعث ایجاد مقاومت برشی در برف متراکم می‌شوند تا عملکرد ترمزگیری و پیچیدن را بهبود ببخشند.
میله‌های سایش (یا نشانگرهای سایش) ویژگی‌های برجسته ای هستند که در پایین شیارهای آج قرار دارند و نشان می‌دهند تایر به حد فرسایش رسیده است. وقتی شاخه‌های آج تا حدی فرسوده می‌شوند که میله‌های سایش از بین شاخه‌ها متصل شود، لاستیک‌ها کاملاً فرسوده شده‌اند و باید از کار خارج شوند، به‌طور معمول در عمق آج باقی مانده ۱٫۶ میلی‌متر (۰٫۰۶۳ اینچ).

#### دیوار کناری
دیوار کناری تایر خودرو معمولاً از جنس فلز ساخته شده و برای استحکام لاستیک و اج خودرو در لبه‌های تایر استفاده می‌شود. دیواره کناری محل اتصال لاستیک به رینک می‌باشد و به دلیل فشار بیش از حد در این نقطه نیاز به تقویت توسط فلز را دارد.
مهره داخلی درون دیوار کناری نقش ثابت نگه داشتن تایر و لبه‌های تایر بر روی رینگ را دارد. این مهره که از فلز ساخته شده است در تمام طول تایر استفاده شده است.

#### سایر اجزاء
طوقه تایر قسمتی از تایر است که با لبه چرخ تماس می‌گیرد. طوقه به‌طور معمول با سیم فولادی تقویت می‌شود و از لاستیک با مقاومت بالا و انعطاف‌پذیری کم تشکیل شده است. جایگاه مهره محکم در برابر دو رینگ چرخ قرار می‌گیرند تا اطمینان حاصل شود که یک تایر تیوبلس را بدون نشت نگه می‌دارد. مناسب بودن مهره محکم است تا اطمینان حاصل شود با چرخش چرخ لاستیک به صورت محیطی تغییر مکان نمی‌دهد. عرض رینگ در رابطه با تایر عاملی در مشخصات هندلینگ خودرو است، زیرا رینگ از مشخصات لاستیک پشتیبانی می‌کند. [نیاز به منبع]
دیواره کناری آن قسمت از تایر یا لاستیک دوچرخه است که بین آج و مهره پل می‌شود. دیوار کناری تا حد زیادی لاستیکی است اما با سیمهای پارچه ای یا استیل تقویت شده و مقاومت کششی و انعطاف‌پذیری را ایجاد می‌کند. دیواره جانبی شامل فشار هوا است و گشتاور اعمال شده توسط محور محرک را به آج منتقل می‌کند تا باعث ایجاد چسبندگی شود اما وزن کمی از خودرو را تحمل می‌کند، همان‌طور که از شکستگی کامل تایر هنگام سوراخ شدن مشخص است. دیوارهای کناری با جزئیات خاص سازنده، برچسب‌های اخطار دهنده دولتی و سایر اطلاعات مصرف‌کننده و گاهی تزئینات تزئینی، مانند دیوارهای سفید یا حروف تایر، ساخته می‌شوند. [نیاز به منبع]
شانه آن قسمت از لاستیک است که در لبه آج قرار دارد زیرا به دیواره کناری انتقال می‌یابد. [نیاز به منبع]
ملاقه‌ها لایه‌هایی از طناب‌های نسبتاً غیرقابل انعطاف هستند که در لاستیک تعبیه شده‌اند تا با جلوگیری از کشش لاستیک در پاسخ به فشار داخلی، شکل خود را حفظ کنند. جهت‌گیری‌های زمین بازی نقش زیادی در عملکرد تایر دارد و یکی از اصلی‌ترین راه‌های دسته‌بندی لاستیک است.

### مواد
مواد تایرهای پنوماتیک مدرن را می‌توان به دو گروه تقسیم کرد، بندهای تشکیل دهنده لایه و الاستومری که آنها را محصور می‌کند.

#### سیم‌ها
طناب‌ها، که لایه و مهره را تشکیل می‌دهند و مقاومت کششی لازم برای مهار فشار تورم را فراهم می‌کنند، می‌توانند از فولاد، الیاف طبیعی مانند پنبه یا ابریشم یا الیاف مصنوعی مانند نایلون یا کولار تشکیل شوند.

#### الاستومر
الاستومر، که آج را تشکیل می‌دهد و طناب‌ها را در آن محافظت می‌کند تا از آنها در برابر سایش محافظت کند و در جای خود نگه دارد، یکی از اجزای اصلی طراحی تایرهای پنوماتیک است. این ماده می‌تواند از کامپوزیت‌های مختلفی از مواد لاستیکی تشکیل شده باشد - متداول‌ترین آن کوپلیمر استایرن-بوتادین است - با ترکیب شیمیایی دیگری مانند سیلیس و کربن سیاه.
بهینه‌سازی مقاومت نورد در مواد الاستومر یک چالش اساسی برای کاهش مصرف سوخت در بخش حمل و نقل است. تخمین زده می‌شود که وسایل نقلیه مسافری تقریباً ۵ ~ ۱۵٪ از سوخت خود را برای غلبه بر مقاومت در برابر غلتک مصرف می‌کنند، در حالی که تخمین زده می‌شود برای کامیون‌های سنگین بالاتر باشد. با این وجود، بین مقاومت در برابر غلتش و کشش و چسباندن مرطوب یک معامله وجود دارد: در حالی که با کاهش خصوصیات ویسکوالاستیک ترکیب لاستیک (مماس کم (δ)) می‌توان مقاومت غلتکی کم را به‌دست‌آورد، اما این امر به هزینه کشش مرطوب و گرفتن، که نیاز به پسماند و اتلاف انرژی (مماس زیاد (δ)) دارد. مقدار مماس کم (δ) در دمای ۶۰ درجه سانتیگراد به عنوان شاخص مقاومت در برابر غلتک پایین استفاده می‌شود، در حالی که مقدار مماس زیاد (δ) در ۰ درجه سانتیگراد به عنوان شاخص کشش زیاد مرطوب استفاده می‌شود. طراحی یک ماده الاستومر که بتواند به مقاومت در برابر خیس شدن و مقاومت در برابر غلتک پایین دست یابد، کلید دستیابی به ایمنی و بازده سوخت در بخش حمل و نقل است.
متداول‌ترین ماده الاستومری که امروزه استفاده می‌شود، کوپلیمر استایرن-بوتادین است. این ترکیب خواص پلی بوتادین است که یک پلیمر بسیار لاستیکی است (Tg = -۱۰۰ درجه سانتیگراد) دارای پسماند زیاد و در نتیجه خواص چسبندگی مرطوب خوبی را با خواص پلی استایرن که یک پلیمر شیشه ای است (Tg = ۱۰۰ درجه سانتیگراد) ترکیب می‌کند. داشتن هیسترزیس پایین و بنابراین مقاومت در برابر غلتک پایین علاوه بر مقاومت در برابر سایش؛ بنابراین، نسبت دو مونومر در کوپلیمر استایرن-بوتادین در تعیین دمای انتقال شیشه مواد، که با خواص و مقاومت و چسبندگی آن در ارتباط است، کلیدی تلقی می‌شود.

## روی چرخ
اجزای مرتبط لاستیک، شامل چرخی است که روی آن سوار شده است، ساقه سوپاپ که هوا از طریق آن وارد می‌شود، و برای برخی از لاستیک‌ها، یک لوله داخلی است که وسیله بادگیر برای حفظ فشار لاستیک را فراهم می‌کند.
- چرخ - لاستیک‌های پنوماتیک بر روی چرخ‌هایی سوار می‌شوند که غالباً در لبه‌های بیرونی خود رینگ‌های یکپارچه ای برای نگهداری لاستیک دارند. چرخ‌های خودرو معمولاً از فولاد فشرده و جوش داده شده یا ترکیبی از آلیاژهای فلز سبک مانند آلومینیوم یا منیزیم ساخته می‌شوند. چگونگی پشتیبانی تایرهای پنوماتیک از لبه چرخی که روی آن سوار شده‌اند، دو جنبه دارد. ابتدا، کشش در تارها مهره را به‌طور یکنواخت در اطراف چرخ می‌کشد، مگر در مواردی که بالاتر از وصله تماس کاهش یابد. دوم، مهره آن نیروی خالص را به لبه منتقل می‌کند. لاستیک‌ها با مجبور کردن مهره‌های آن به داخل کانال تشکیل شده توسط لبه‌های داخلی و خارجی چرخ سوار می‌شوند.
- ساقه سوپاپ - تایرهای پنوماتیک هوای خود را از طریق یک ساقه سوپاپ دریافت می‌کنند - یک لوله ساخته شده از فلز یا لاستیک، با یک سوپاپ چک، به‌طور معمول یک شیر شرردر در اتومبیل‌ها و بیشتر لاستیک‌های دوچرخه، یا یک سوپاپ پرستا در دوچرخه‌های عملکرد بالا. آنها در مورد لاستیک‌های بدون لوله مستقیماً روی لبه قرار می‌گیرند یا بخشی جدایی ناپذیر از لوله داخلی هستند. [نیاز به منبع] بیشتر وسایل نقلیه مسافربری مدرن اکنون نیاز به داشتن سیستم کنترل فشار تایر دارند که معمولاً از یک ساقه سوپاپ متصل است به یک ماژول الکترونیکی.
- لوله داخلی - بیشتر لاستیک‌های دوچرخه، بسیاری از لاستیک‌های موتور سیکلت و بسیاری از لاستیک‌ها برای وسایل نقلیه بزرگ مانند اتوبوس، کامیون‌های سنگین و تراکتور برای استفاده با لوله‌های داخلی طراحی شده‌اند. لوله‌های داخلی بادکنک‌هایی به شکل توروس هستند که برای جلوگیری از نشت هوا از ماده ای نفوذ ناپذیر مانند لاستیک مصنوعی نرم و الاستیک ساخته شده‌اند. لوله‌های داخلی به داخل تایر وارد شده و برای حفظ فشار هوا باد می‌شوند. لوله‌های داخلی بزرگ را می‌توان برای اهداف دیگر مانند شنا و رفتینگ (نگاه کنید به حلقه شنا)، لوله (تفریح)، سورتمه سواری و دوچرخه سواری مجدداً استفاده کنید. توری تورمی هدفدار نیز برای این مصارف ساخته شده است ، انتخاب رنگ، پوشش پارچه، دستگیر، عرشه و سایر لوازم جانبی و از بین بردن ساقه برآمده سوپاپ.

## ویژگی‌های عملکرد
فعل و انفعالات تایر با روسازی پیچیده است. یک مدل معمول (تجربی) از ویژگی‌های تایر، «فرمول جادویی» Pacejka است. بعضی از آنها به ترتیب حروف الفبا، توسط بخش زیر توضیح داده شده‌اند.

### پویایی‌شناسی
- تعادل - ترکیبات چرخ و لاستیک برای حفظ تعادل لاستیک، ضمن چرخش با سرعت، به توزیع یکنواخت جرم در اطراف محیط اطراف خود نیاز دارد. تایرها در نقطه تولید از نظر عدم تعادل استاتیکی بیش از حد و عدم تعادل دینامیکی با استفاده از ماشین آلات اتوماتیک تعادل لاستیک بررسی می‌شوند. لاستیک‌ها پس از نصب تایر بر روی چرخ، دوباره در کارخانه مونتاژ اتومبیل یا فروشگاه خرده فروشی تایر بررسی می‌شوند. مجموعه‌هایی که عدم تعادل بیش از حد از خود نشان می‌دهند با اعمال وزنه تعادل بر روی چرخ‌ها برای جلوگیری از عدم تعادل تایر / چرخ اصلاح می‌شوند. یک روش جایگزین برای تعادل لاستیک استفاده از عوامل تعادل لاستیک داخلی است. این عوامل از نیروی گریز از مرکز و اینرسی برای جلوگیری از عدم تعادل لاستیک استفاده می‌کنند. مونتاژ چرخ با استفاده از این علامت‌های قرمز (یکنواختی) یا زرد (وزنی) دو نوع نصب تایر با کارایی بالا بر روی مجموعه‌های چرخ وجود دارد.
- رشد گریز از مرکز - به دلیل نیروهای گریز از مرکز که لاستیک آج را از محور چرخش دور می‌کنند، لاستیکی که با سرعت بیشتری می‌چرخد تمایل به ایجاد قطر بیشتر دارد. این ممکن است باعث خطای سرعت سنج شود. با رشد قطر لاستیک، عرض لاستیک کاهش می‌یابد. این رشد گریز از مرکز می‌تواند باعث مالش لاستیک به خودرو در سرعت‌های بالا شود. لاستیک‌های موتور سیکلت اغلب با تقویت کننده‌هایی طراحی می‌شوند که هدف آن به حداقل رساندن رشد گریز از مرکز است.
- رد پنوماتیک - رد پنوماتیک لاستیک اثری شبیه به دنباله است که در اثر چرخش لاستیک‌های سازگار بر روی یک سطح سخت و تحت بارهای جانبی ایجاد می‌شود، مانند یک چرخش. از نظر فنی، مسافتی است که نیروی لغزش جانبی در پشت مرکز هندسی وصله تماس رخ می‌دهد.
- زاویه لغزش - زاویه لغزش یا زاویه لغزش به زاویه بین مسیر واقعی چرخش چرخشی و جهتی که جهت آن نشان داده شده است (یعنی زاویه جمع بردار سرعت ترجمه چرخ {\ displaystyle v_ {x}} v_x و speedlip speed {\ displaystyle v_ {y}} v_y).
- طول آرامش - طول آرامش تأخیری بین زمان ورود زاویه لغزش و رسیدن نیروی پیچ در حالت پایدار است.
- سرعت فنر - سختی عمودی یا سرعت فنر، نسبت نیروی عمودی به انحراف عمودی تایر است و به عملکرد کلی سیستم تعلیق خودرو کمک می‌کند. به‌طور کلی، نرخ فشار با فشار تورم افزایش می‌یابد.
- فاصله توقف - لاستیک‌های عملکرد گرا دارای الگوی آج و ترکیبات لاستیکی طراحی شده برای چسباندن سطح جاده هستند و بنابراین معمولاً دارای فاصله توقف کمی کوتاه‌تر هستند. با این حال، آزمایش‌ها ویژه ترمزگیری برای داده‌های فراتر از تعمیم لازم است.

### نیروها
- رانش کمبر - رانش کمبر و نیروی کمبر نیرویی است که به دلیل زاویه کمبر و لایهٔ تماس محدود آن، عمود بر جهت حرکت تایر غلتک ایجاد می‌شود.
- دایره نیروها - دایره نیروها، دایره کشش، دایره اصطکاک یا بیضی اصطکاک راهی مفید برای تفکر در مورد تعامل دینامیکی بین تایر خودرو و سطح جاده است.
- وصله تماس - وصله تماس یا رد پای تایر، ناحیه آج است که با سطح جاده در تماس است. این منطقه از طریق اصطکاک و فشار نیروها را بین تایر و جاده به سطح جاده منتقل می‌کند. نسبت طول به عرض وصله تماسی بر رفتار فرمان و پیچش تأثیر می‌گذارد.
- نیروی پیچش - نیروی پیچش یا نیروی جانبی نیروی جانبی (یعنی موازی سطح جاده) است که توسط تایر خودرو در هنگام پیچیدن تولید می‌شود.
- کشش خشک - کشش خشک اندازه‌گیری توانایی تایر در ارائه چسبندگی، یا گرفتن در شرایط خشک است. کشش خشک تابعی از چسبندگی ترکیب لاستیک است.
- تغییرات نیرو - آج لاستیک و عناصر دیوارهٔ جانبی لاستیک هنگام ورود و خروج به رد پا دچار تغییر شکل و بازیابی می‌شوند. از آنجا که لاستیک الاستومری است، در طی این چرخه تغییر شکل می‌یابد. با تغییر شکل و بازیافت لاستیک، نیروهای چرخشی به خودرو منتقل می‌شوند. از این تغییرات در مجموع به عنوان یکنواختی لاستیک یاد می‌شود. یکنواختی لاستیک‌ها با تغییر نیروی شعاعی (RFV)، تغییر نیروی جانبی (LFV) و تغییر نیروی مماسی مشخص می‌شود. تغییر نیروی شعاعی و جانبی در پایان فرایند تولید بر روی دستگاه تغییر نیرو اندازه‌گیری می‌شود. لاستیک‌های خارج از حد تعیین شده برای RFV و LFV رد می‌شوند. پارامترهای هندسی، از جمله رانش شعاعی، فشار جانبی و برآمدگی دیواره کناری، با استفاده از دستگاه یکنواختی لاستیک در کارخانه تایر در پایان فرایند تولید به عنوان یک بررسی کیفیت اندازه‌گیری می‌شوند.
- مقاومت غلتشی - مقاومت غلتکی به مقاومت در برابر نورد ناشی از تغییر شکل لاستیک در تماس با سطح جاده گفته می‌شود. با غلتیدن لاستیک، آج وارد ناحیه تماس می‌شود و به صورت صاف تغییر شکل می‌یابد تا با مسیر جاده سازگار شود. انرژی مورد نیاز برای ایجاد تغییر شکل به فشار تورم، سرعت چرخش و خصوصیات فیزیکی متعدد ساختار تایر، مانند نیروی فنر و سختی آن بستگی دارد. سازندگان لاستیک برای بهبود مصرف سوخت در اتومبیل‌ها و به خصوص کامیون‌ها، جایی که مقاومت در برابر غلتک سهم زیادی از مصرف سوخت را دارد، به دنبال ساخت تایر با مقاومت غلتک پایین هستند. لاستیک پنوماتیک مقاومت بسیار کمی در برابر غلتک نسبت به لاستیک جامد دارد. از آنجا که فشار هوای داخلی در همه جهات عمل می‌کند، یک لاستیک پنوماتیک قادر است ناهمواری‌های موجود در جاده را «جذب» کند و روی آنها غلت بزند بدون اینکه یک نیروی واکنش مخالف جهت حرکت را تجربه کند، مانند یک ماده جامد (یا کف) پر) لاستیک.
- گشتاور خود تراز شونده - گشتاور خود تراز شونده، همچنین به عنوان گشتاور هم تراز، SAT یا Mz شناخته می‌شود، گشتاوری است که یک تایر هنگام چرخش در امتداد آن ایجاد می‌کند و تمایل به هدایت آن دارد، یعنی آن را به دور محور عمودی خود می‌چرخاند.
- کشش مرطوب - کشش مرطوب کشش لاستیک یا گرفتن آن در شرایط مرطوب است. کشش مرطوب با توانایی طراحی آج در هدایت آب به خارج از رد پای لاستیک و کاهش هیدروپلانینگ بهبود می‌یابد. با این حال، لاستیک‌هایی با سطح مقطع دایره ای، مانند آنهایی که در دوچرخه‌های مسابقه ای یافت می‌شوند، اگر به‌طور مناسب باد شوند، دارای رد پا به اندازه کافی کوچک هستند که در معرض هیدروپلنی قرار ندارند. برای این نوع لاستیک‌ها مشاهده می‌شود که لاستیک‌های کاملاً نرم و صاف، هم در روسازی مرطوب و هم در سطح خشک کشش بالاتری دارند.

### بار
- حساسیت بار - حساسیت بار رفتار لاستیک‌های تحت بار است. لاستیک‌های پنوماتیک معمولی همان‌طور که تئوری اصطکاک کلاسیک نشان می‌دهد رفتار نمی‌کنند؛ یعنی حساسیت بار اکثر لاستیک‌های واقعی در محدوده عملکرد معمول آنها به گونه ای است که با افزایش بار عمودی، Fz، ضریب اصطکاک کاهش می‌یابد.
- بار کاری - بار کاری یک لاستیک کنترل می‌شود تا تحت فشار بی‌مورد قرار نگیرد، که ممکن است منجر به خرابی زودرس آن شود. بار کار بر حسب تن کیلومتر در ساعت (TKPH) اندازه‌گیری می‌شود. نامگذاری و واحدهای اندازه‌گیری یکسان هستند. کمبود اخیر و افزایش هزینه تایر برای تجهیزات سنگین، TKPH را به پارامتر مهمی در انتخاب تایر و نگهداری تجهیزات برای صنعت معدن تبدیل کرده است. به همین دلیل، تولیدکنندگان لاستیک برای وسایل نقلیه بزرگ متحرک و معدنی رتبه‌بندی TKPH را بر اساس اندازه، ساختار، نوع آج و ترکیب لاستیکی به لاستیک خود اختصاص می‌دهند. درجه‌بندی بر اساس وزن و سرعتی است که لاستیک می‌تواند بدون گرم شدن بیش از حد تحمل کند و باعث خراب شدن زودرس آن شود. معیار معادل مورد استفاده در ایالات متحده Ton Mile Per Hour (TMPH) است.

## انواع
- تایر بارمیانه: گونه‌ای تایر سواری با بیشینهٔ فشار باد ۳۵ پی اس آی
- تایر کم‌بار: نوعی تایر سواری که گنجایش جابجایی بار آن کمتر از تایر بارمیانه است.
- تایر پُربار: نوعی تایر سواری که بیشینهٔ فشار باد آن می‌تواند بیش از تایرهای بارمیانه باشد و از همین رو، گنجایش باربری آن بیشتر است.
- تایر سواری: تایری ویژهٔ خودرهای سواری با رینگ کمتر از ۱۸ اینچ یا ۴۵/۷ سانتی‌متر

## استانداردها
استانداردهای تایر، مجموعه‌ای از مقررات و دستورالعمل‌ها هستند که برای تضمین ایمنی، کیفیت و عملکرد تایرها تدوین شده‌اند. این استانداردها جنبه‌های مختلفی از طراحی، تولید، آزمایش و برچسب‌گذاری تایرها را پوشش می‌دهند و در سطح ملی و بین‌المللی توسط سازمان‌های مختلف وضع و اجرا می‌شوند.
استانداردهای آمریکا:
استانداردهای تایر نقش مهمی در تضمین ایمنی، کیفیت و عملکرد تایرها دارند. آنها همچنین به مصرف‌کنندگان کمک می‌کنند تا تایرهایی را انتخاب کنند که نیازهای رانندگی آنها را برآورده می‌کند و با محیط زیست سازگار هستند. با پیشرفت فناوری تایر، استانداردهای تایر نیز به تکامل خود ادامه می‌دهند تا منعکس کننده آخرین پیشرفت‌ها در صنعت باشند.
- FMVSS: استانداردهای ایمنی خودروهای موتوری فدرال (FMVSS) مجموعه‌ای از استانداردهای ایمنی هستند که توسط اداره ملی ایمنی ترافیک بزرگراه‌های آمریکا (NHTSA) تدوین شده‌اند. این استانداردها شامل الزاماتی برای تایرهای خودروهای سواری، کامیون‌های سبک و خودروهای سنگین هستند.
- UTQG: درجه‌بندی کیفیت یکنواخت تایر (UTQG) یک سامانهٔ درجه‌بندی است که توسط NHTSA برای اطلاع‌رسانی به مصرف‌کنندگان در مورد سایش آج، کشش و مقاومت در برابر حرارت تایرها توسعه یافته است. این استانداردها به مصرف‌کنندگان کمک می‌کند تا تایرهایی را انتخاب کنند که نیازهای رانندگی آنها را برآورده می‌کند.
- SmartWay: برنامه SmartWay یک برنامه داوطلبانه است که توسط سازمان حفاظت از محیط زیست ایالات متحده (EPA) ایجاد شده است. این برنامه با هدف کاهش مصرف سوخت و انتشار گازهای گلخانه‌ای از کامیون‌های سنگین است و شامل استانداردهایی برای تایرهایی است که مقاومت غلتشی پایینی دارند.[۱]

استانداردهای اتحادیه اروپا:
- ECE: مقررات کمیسیون اقتصادی اروپا برای اروپا (ECE) استانداردهایی را برای تأیید نوع خودرو و برچسب‌گذاری تایرها تعیین می‌کند. این استانداردها جنبه‌های مختلفی از عملکرد تایر، از جمله مقاومت غلتشی، چنگ‌زنی در جاده خیس[۲] و نوفه‌یNoise خارجی تایر را پوشش می‌دهند.
- برچسب‌گذاری تایر: برچسب‌گذاری تایرها در اتحادیه اروپا اجباری است و اطلاعاتی در مورد مقاومت غلتشی، چنگ‌زنی در جاده خیس و نوفهٔ خارجی تایر را به مصرف‌کننده ارائه می‌دهد. این برچسب‌ها به مصرف‌کنندگان کمک می‌کنند تا تایرهایی را انتخاب کنند که هم کارآمد و هم ایمن باشند.[۱]

استانداردهای چین:
- تایر سبز: استاندارد تایر سبز توسط انجمن صنعت لاستیک چین (CRIA) تدوین شده است. این استاندارد الزاماتی را برای مواد اولیه، فرایند تولید، عملکرد محصول و قابلیت بازیافت تایرها مشخص می‌کند. هدف این استاندارد ترویج تولید و استفاده از تایرهای سازگار با محیط زیست است.[۱]

### آزمون‌های تایر
- آزمون دوام: آزمون دوام برای ارزیابی توانایی تایر در تحمل بار و سرعت در مدت زمان طولانی طراحی شده است. این آزمون‌ها معمولاً شامل اجرای تایر روی یک درام چرخان در شرایط کنترل شده است.
- آزمون سرعت بالا: آزمون سرعت بالا برای ارزیابی عملکرد تایر در سرعت‌های بالا طراحی شده است. این آزمون‌ها معمولاً شامل اجرای تایر روی یک مسیر آزمایشی با سرعت‌های بالا است.
- آزمون پیرشدگی: آزمون پیرشدگی که آزمون پیرشAging و زمان‌مندی هم نامیده می‌شود، برای ارزیابی چگونگی تأثیر سن و قرار گرفتن در معرض عناصر مختلف بر عملکرد تایر طراحی شده است. این آزمون‌ها معمولاً شامل قرار دادن تایر در معرض دماها و شرایط مختلف برای شبیه‌سازی پیری است.[۱]